# Departamento Guasayán
Das Departamento Guasayán liegt im Zentrum der Provinz Santiago del Estero im Nordwesten Argentiniens und ist eine von 27 Verwaltungseinheiten der Provinz.
Es grenzt im Norden an die Departamentos Jiménez und Alberdi, im Osten an das Departamento Moreno, im Süden an die Departamentos Juan F. Ibarra, Sarmiento und Robles und im Westen an das Departamento Banda.
Die Hauptstadt des Departamento Guasayán ist San Pedro de Guasayán.

## Städte und Gemeinden
Das Departamento Guayasán ist in folgenden Gemeinden aufgeteilt:
- Doña Luisa
- Guampacha
- Lavalle
- San Pedro de Guasayán
- Villa Guasayán